# リック・ブレード
リック・ブレード（Ric Blade）は、アメリカ合衆国出身のプロレスラーである。

## 人物
ジョン・ザンディグによる創立をもって1999年に産声を上げたコンバット・ゾーン・レスリングは、その始まりの時期にあって、その未来の看板選手の候補者として総数4名の人物を所属させていた。それら4人がすなわち、ニック・ゲージ、ジャスティス・ペイン、ロボ、そしてブレードであった。
ザンディグによる訓練をそれら3名とともに重点的に受けるに至ったブレードは、やがて1999年の2月―『オープニング・ナイト』と題されたCZWの初の興行の場でプロレスラーとしてのデビューを行う。7月になるとさっそく同期のジャスティス・ペインからCZWのジュニアヘビー級王座を奪取、自身初の王座戴冠を果たした。
その翌2000年にあっては、ニック・モンドと組んだタッグで、CZWのタッグ王座をバックシート・ボーイズから―すなわちジョニー・カジミア∽トレント・アシッド組から奪取。更にその翌2001年にあっては、この年に新設されたCZWのベスト・オブ・ザ・ベスト選手権に出場、そして1回戦目で敗退。2002年になるとジャージー・オールプロ・レスリングというインディ団体のマットに参戦することにもなり、2月中にそこで2回の試合を行った。
2003年にはベスト・オブ・ザ・ベスト選手権への自身2度目の出場を行い、トニー・ママルークを相手とした1回戦目を制するも、第2回戦でトレント・アシッドに敗れ退いた。やがて年も半ばに差し掛かった頃―ECWアリーナを舞台に、ラッカスの手へと渡っていたCZWのジュニアヘビー級王座の奪取に挑戦するも、成就の実現なくして終わった。
これを最後に表舞台からさっぱり姿を消していたが、2008年も暮れの頃―ECWアリーナに開かれたCZWの第10回目のケージ・オブ・デス選手権の場において、実に4年ぶりとなるCZWへの登場を果たし、そこでレフェリーとしてリングに上がったうえで姿を披露。そしてこれを最後に再び表舞台から姿を消した。